# Sky Fighters
Sky Fighters ist ein französischer Actionfilm aus dem Jahr 2005. Regie führte Gérard Pirès, der 1998 mit seinem Film Taxi großen Erfolg hatte.

## Handlung
Der Film handelt von den beiden befreundeten französischen Kampfpiloten Antoine „Walk’in“ Marchelli und Sébastien „Fahrenheit“ Vallois. Während der Farnborough International Airshow in England wird ein Kampfflugzeug vom Typ Dassault Mirage 2000 gestohlen. Der Pilot der gekaperten Maschine versucht, versteckt unter einem Airbus A340-600 von Qatar Airways, zu entkommen. Weil er Vallois bedroht, wird er im Luftkampf von Marchelli, ebenfalls eine Mirage 2000 fliegend, mit der Bordkanone abgeschossen.
Später wird ihnen vorgeworfen, dass dies nur eine Übung gewesen sei und sie den Einsatz – wie befohlen – hätten abbrechen müssen. Die beiden Piloten werden aus dem Dienst der Luftstreitkräfte entlassen. Es stellt sich heraus, dass Bertrand das Video verfälscht hat, auf dem zu sehen ist, wie Walk’in die gekaperte Mirage 2000 abschießt, um ihn dazu zu bewegen, dem Spezialkommando beizutreten. Kurz darauf wird ihnen ein Spezialkommando bei der Luftwaffe angeboten. Es handelt sich dabei um ein Wettrennen (auch Cannonball-Rennen genannt) zwischen der französische Mirage und einem Konkurrenzflugzeug vom Typ General Dynamics F-16. Es soll eine Distanz von 6600 km über feindlichem Gebiet zum Horn von Afrika geflogen werden, um das Potential der Mirage 2000 zu demonstrieren und einen Großauftrag für Frankreich zu garantieren.
Bei diesem Wettbewerb wird die zweite nötige Luftbetankung der drei beteiligten Mirage-2000-Kampfflugzeuge sabotiert. Es wird nur eine Betankung durchgeführt. Bei der unvermeidbaren Notlandung auf einer einsamen Piste mitten in der afrikanischen Wüste werden die Flugzeuge gekapert. Zwar gelingt es den beiden Kampfpiloten, die Flugzeugdiebe zu überwältigen, wobei Ipod getötet wird, eines der drei gestohlenen Flugzeuge mittels einer Fox 2 Rakete zu zerstören und im anderen zu entkommen, doch ein Kampfflugzeug bleibt vermisst. Zudem wird Lt. Kass von den Dieben entführt.
Der französische Geheimdienst ahnt, dass mit dem Flugzeug ein Attentat im Stile der Terroranschläge am 11. September 2001 in den USA verübt werden soll und beauftragt die beiden Piloten Marchelli und Vallois, die zurück im Dienst der Luftwaffe stehen, den Luftraum über Paris während einer Parade am Nationalfeiertag zu überwachen. Das gestohlene Mirage-2000-Kampfflugzeug taucht wie erwartet auf und versucht, ein Tankflugzeug über der Parade abzuschießen, wird aber vom Piloten Marchelli daran gehindert. Die Pilotin, die sich als Kass herausstellt, löst den Schleudersitz aus und entkommt, das Flugzeug wird über unbewohntem Gebiet abgeschossen.

## Hintergrund
Die Grundlage der Storyline ist dem Comic Tanguy et Laverdure von Jean-Michel Charlier und Albert Uderzo grob entlehnt.

## Kritik
„Der in konfektionierter Hollywood-Tradition gestaltete Kriegsfilm nimmt Action und platte Pointen wichtiger als eine sinnvolle Geschichte. Fesselnd ist allein die spektakuläre Flugakrobatik.“